# 阿爾穆塔蘭
阿爾穆塔蘭是土耳其的城鎮，位於該國東南部，距離穆拉約49公里，由穆拉省負責管轄，海拔高度25米，受地中海氣候影響，2011年人口17,365。

## 外部連結
- Wowturkey (for images) （页面存档备份，存于）

36°51′N 28°14′E / 36.850°N 28.233°E